# 루마니아 대의원
루마니아 대의원(루마니아어: Camera Deputaţilor)은 양원제인 루마니아 의회를 구성하는 하원이다. 330명의 4년 임기의 의원을 뽑으며, 선거제도는 대한민국이나 일본처럼 비례대표제와 소선거구제를 병행하고 있다. 또한 루마니아 헌법 제62조에 의해 루마니아 내의 각 소수민족 대표 정당이 원내에 1석씩을 보장받는다.

## 같이 보기
- 루마니아 원로원